# Ólafur Stefánsson
Ólafur Indriði Stefánsson, född 3 juli 1973 i Reykjavík, är en isländsk före detta handbollsspelare. Han är vänsterhänt och spelade i anfall som högernia. Han var med och tog OS-silver i Peking 2008.

## Meriter

### Valur
- Isländsk mästare: 1993, 1994, 1995

### SC Magdeburg
- Tysk mästare: 2001
- Supercupmästare: 2001
- Champions League-mästare: 2002
- EHF-cupmästare: 1999, 2001
- Klubb-EM-mästare: 2001, 2002

### BM Ciudad Real
- Spansk mästare: 2004, 2007, 2008, 2009
- Copa del Rey: 2008
- Copa Asobal: 2004, 2005, 2006, 2007, 2008
- Spanska supercupen: 2005, 2008
- Champions League-mästare: 2006, 2008, 2009
- Klubb-EM-mästare: 2005, 2006
- IHF Super Globe: 2007

### AG København
- Dansk mästare: 2012

### Lekhwiya SC
- Qatarisk mästare: 2013

### Landslaget
- VM 1997 i Japan: 5:a
- EM 2002 i Sverige: 4:a
- OS 2008 i Peking:  Silver
- EM 2010:  Brons
- All-Star Team: EM 2002, OS 2004, EM 2006, OS 2008, EM 2010